# Muhammad Ayub Khan

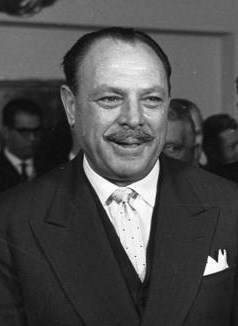
Muhammad Ayub Khan

Muhammad Ayub Khan (în limba urdu: محمد ایوب خان, în limba bengali: আইয়ুব খান; n. 14 mai 1907 - d. 19 aprilie 1974) a fost general și om politic din Pakistan.
În urma unei lovituri de stat pe care a condus-o, devine președinte al țării (al doilea președinte al Pakistanului), funcție pe care o deține în perioada 27 octombrie 1958 - 25 martie 1969.
1. 1 2  Muhammed Ayub Khan, Find a Grave, accesat în 9 octombrie 2017
2. ↑  Mohammed Ayub Khan, Munzinger Personen, accesat în 9 octombrie 2017
3. ↑  Mohammad Ayub Khan, Opća i nacionalna enciklopedija
4. 1 2  Mohammad Ayub Khan, Encyclopædia Britannica Online, accesat în 9 octombrie 2017
5. 1 2  Mohammed Ayub Khan, Brockhaus Enzyklopädie
6. ↑  Muhạmmad Ayūb Khān, Autoritatea BnF